# Милостиво-Богородицкий монастырь
Кадомский Милостиво-Богородицкий монастырь — православный женский монастырь Касимовской епархии Русской православной церкви, расположенный в Рязанской области в посёлке городского типа Кадом.

## История
В 1797 году при церкви Святого Димитрия была основана женская община. В 1868 году община была реорганизована в женский монастырь, при котором были созданы школа и приют для девушек из семей священников. К обители относилась также Кадомская женская богадельня.
После установления советской власти монастырь был упразднён. Вновь открыт 17 апреля 1997 года.

## Значимые иконы
- Икона Святого Великомученика Пантелеимона, писаная на кипарисной доске с дарственной надписью и освящённая на Святой горе Афон в русском монастыре Святого Великомученика и целителя Пантелеимона.
- Чудотворная икона Божией Матери «Милостивая» Кикская привезена с Афона.